# Be Starters!
「Be Starters!」（ビー・スターターズ!）是声优喜多村英梨的第五张单曲。2011年8月10日由STARCHILD出版发行。

## 概要
前作Guilty Future2年多以后的新单曲，也是移籍到STARCHILD之后的首张单曲。初回限定盤及通常盤两种版本同时发售，初回限定盘有收录「Be Starters!」的PV的DVD以及担任动画人物设定的川村幸祐所描绘的插画付。
主打曲「Be Starters!」是电视动画迷茫管家与胆怯的我的片頭曲。c/w曲的「彩-sai-」的曲調及在特別版PV映像中所展现出来的氛围，与喜多村个人所喜好的唯美主义的世界观所吻合。
负责作詞的大森祥子在其个人博客中写到：主打曲在作词途中刚好遇上东日本大震灾的发生，结合喜多村本人在STARCHILD再次出道，歌词中希望带给听者一种迈向明天，充满希望的感觉。。

### 主要记录
2011年8月22日的ORICON周间排行榜获得第14位，也是自身单曲首次进入ORICON周间排行榜TOP20。第二周(8月29日)进入排行榜TOP30，连续2周进入周间排行榜TOP30的记录。

## 收录曲
CD
1. Be Starters! [3:52]
作詞：大森祥子、作曲：山口朗彦、編曲：山口朗彦・河合英嗣、弦乐编曲：菊谷知樹
电视动画迷茫管家与胆怯的我片頭曲（OP）
2. 彩-sai- [3:53]
作詞・作曲：山崎寛子、編曲：河合英嗣
3. Be Starters!（Off Vocal Ver.）
4. 彩-sai-（Off Vocal Ver.）

DVD（初回限定盤付）
1. Be Starters! [Music clip]
2. TVspot

## 脚注
1. ↑  この作品のリリース前にスターチャイルドからテレビアニメ『お兄ちゃんのことなんかぜんぜん好きじゃないんだからねっ!!』の主題歌である「Taste of Paradise」をリリースされているが、この作品でも喜多村自身がソロで参加しているものの、あくまでもキャラクターソングの位置付けである為に本作で第1弾となっている。
2. ↑  . ORICON STYLE (ORICON). 2011-05-10  [2011-07-02]. （原始内容存档于2011-05-15）.
3. ↑  . Fami通.com (ORICON). 2011-08-09  [2011-07-02]. （原始内容存档于2011-09-13）.
4. ↑  Be Starters!｜marjoram （页面存档备份，存于）（2011年08月11日(木)、2011年8月14日閲覧）